# Външен кос коремен мускул
Външният кос коремен мускул (Musculus obliquus externus abdominis) е един от трите мускула на коремната стена, разположени между долния ръб на гръдния кош и горния край на тазовите кости. Той е широк, плосък мускул, който започва посредством зъбци от външната повърхност на долните 8 ребра. Първите 4 - 5 зъбеца се вмъкват между зъбците на предния зъбчат мускул, а останалите — между тези на широкия гръбен мускул. Мускулните снопчета се насочват надолу и медиално към предната част на коремната стена. Посоката на мускулните влакна съвпада с посоката на външните междуребрени мускули. Задните снопчета се залавят за външната линия на хълбочния гребен, а останалата част от мускулните влакна преминават в широка сухожилна разтеглица, наречена апоневроза. По-голямата горна част на апоневрозата отива напред, преминава по предната повърхност на правия коремен мускул и по срединната линия влакната ѝ се вплитат с апоневрозата на същия мускул от другата страна и участват в образуването на бялата линия на корема (linea alba).